# Batalha de Aqaba
A Batalha de Aqaba (6 de julho de 1917) foi um grande combate travado próximo do porto de Aqaba no mar Vermelho (na atual Jordânia). O ataque aconteceu no contexto da Revolta Árabe e foi liderado por Auda ibu Tayi e aconselhado por T. E. Lawrence (o "Lawrence da Arábia"). Os árabes, apoiados pelos britânicos, foram bem sucedidos, derrotando as forças otomanas.
Lawrence, conselheiro militar enviado pelos britânicos, aconselhou o emir Faiçal I a atacar Aqaba, pois a cidade era uma rota importante entre o Sinai e a Palestina, com as tropas otomanas por lá ameaçando as operações britânicas por toda a região.
As forças árabes avançaram pelo deserto de Nefud, pouco vigiado pelos otomanos que consideravam a região "intransponível". A principal batalha, de fato, não aconteceu em Aqaba, mas sim na metade do caminho entre a cidade e o outro município de Ma'an. Enquanto isso, navios de guerra britânicos bombardearam os portos da região. As defesas turcas (que continham também árabes alistados) foram rapidamente sobrepujadas, com pelo menos 300 soldados otomanos sendo mortos após terem levantado as mãos em sinal de rendição, com outros 300 foram capturados. O porto de Aqaba foi tomado rapidamente, mas partes da cidade continuariam sob controle dos otomanos por alguns meses.
A conquista da região de Aqaba permitiu que o exército de Faiçal pudesse avançar com mais facilidade rumo ao norte, melhorando a situação logística dos Aliados. Com Aqaba sob controle, os árabes agora tinham caminho aberto para atacar a Síria, um outro passo importante da guerra. Lawrence descreveu a conquista de Aqaba como um dos eventos mais importantes da Revolta Árabe.